# Event Horizon (escultura)

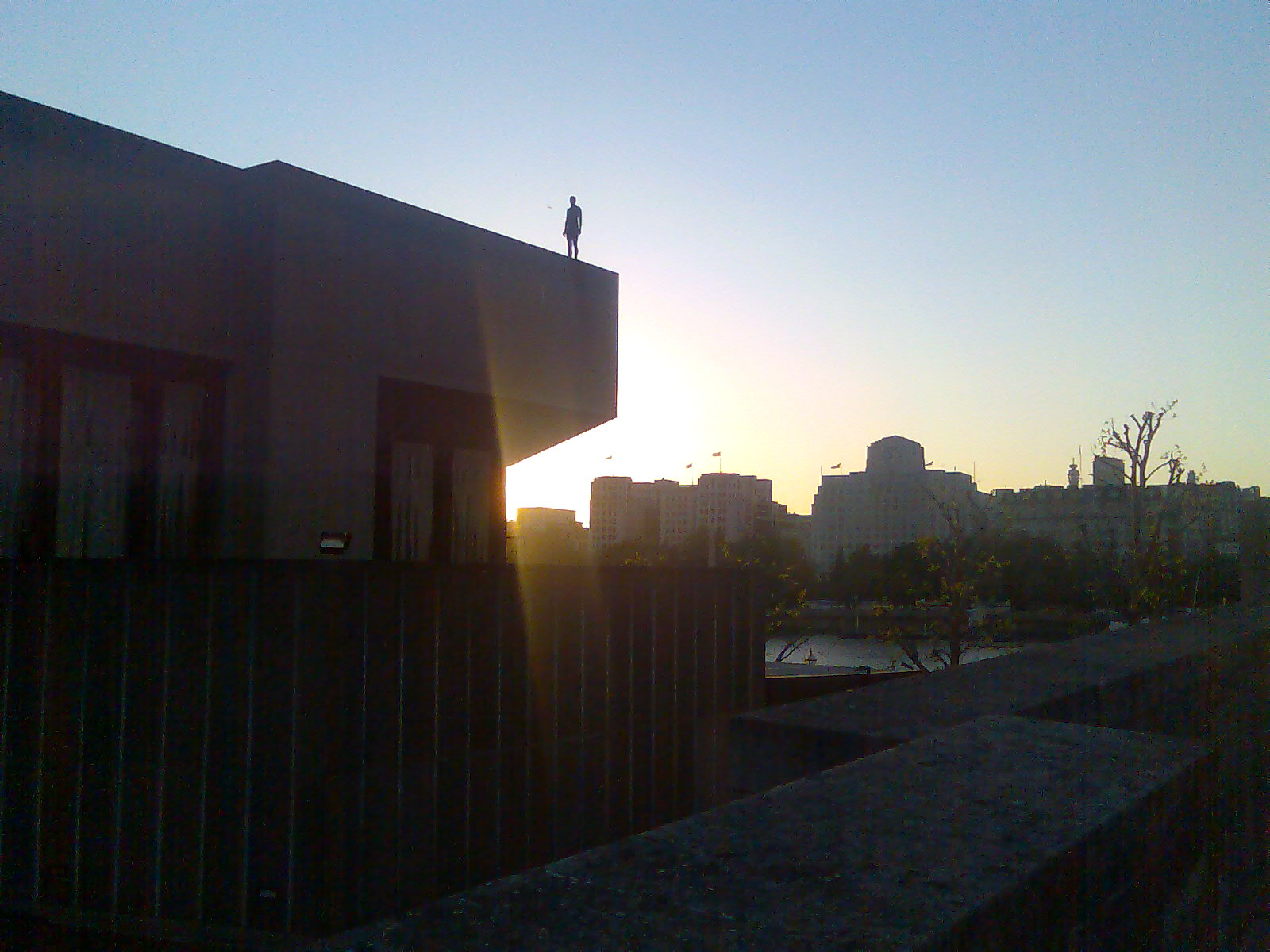
Una de las 31 estatuas colocadas sobre edificios prominentes próximos al río Támesis (Londres).

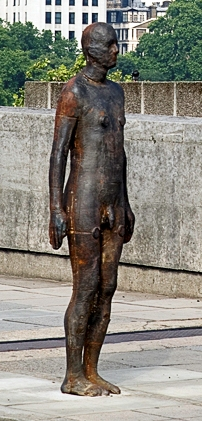
Detalle de una de las figuras, moldeada según el propio cuerpo de Gormley.

Event Horizon (traducible como: Acontecimiento en el horizonte) es el nombre  de un una instalación de esculturas públicas realizadas por el artista británico Antony Gormley. En 2012,  estuvieron instalados en el centro de Río de Janeiro y São Paulo, Brasil. Gormley describe sus estatuas como "...Mostrando figuras solitarias instaladas en grupos aunque manteniendo su sentido de soledad y reflexión."

## Instalaciones
Originalmente montado en Londres en 2007, el proyecto consta de 31 cuerpos humanos de varones, 27 construidos de aluminio y cuatro de hierro, todo proporcionado con el cuerpo del artista. Fueron colocados en lo alto de edificios prominentes –
por ejemplo el Edificio de conchas y el Puente de Waterloo. Parte de la exposición retrospectiva de Gormley de 2007 Luz Ciega en la Galería Hayward, fue lo más visto de las terrazas de la galería. Las estatuas fueron ocasionalmente confundidas con intentos de suicidio. 

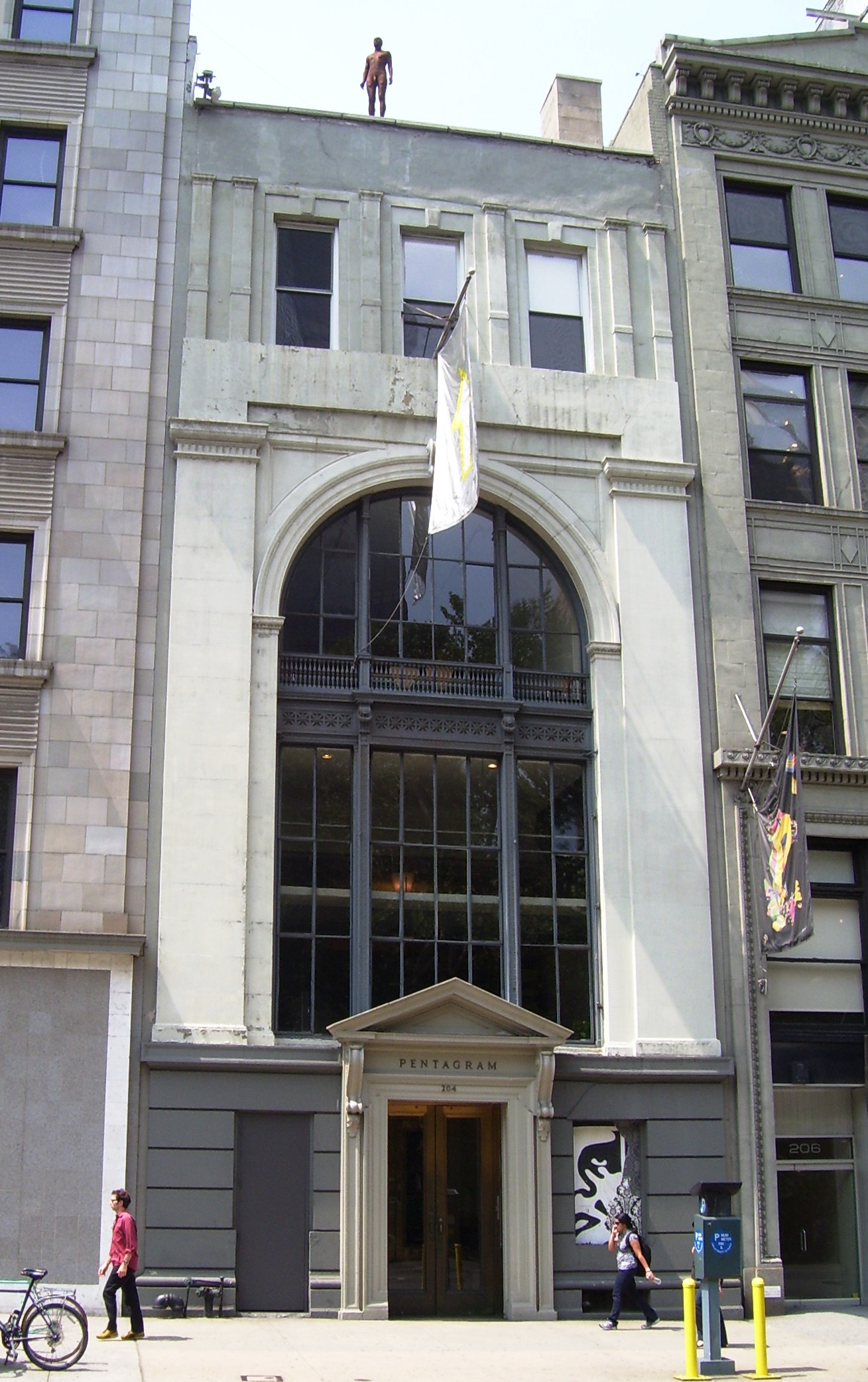
Un "Gormley" en Madison Square.

En 2010, las esculturas de Event Horizon estuvieron instaladas en la Ciudad de Nueva York en sitios como Madison Square, Plaza de la Unión y tan lejos como la azotea del Empire State Building. Las 27 figuras de aluminio fueron colocadas en partes superiores de edificios, mientras que las cuatro de hierro fueron colocadas en Madison Square.

## La interpretación del artista
Gormley dijo de la instalación de Londres que "era increíble ver uno o varios grupos de personas que señalaban al horizonte. Esta transferencia de la quietud de la escultura a la inquietud de un observador me entusiasma y comparto la reflexión" De la escultura de Nueva York  dijo que "Dentro del entorno condensado de la topografía de Manhattan, el nivel de tensión entre el palpable, el perceptible y el imaginable está aumentado debido a la densidad y escala de los edificios" y que en este contexto, el proyecto tendría que "activar el skyline para animar a las personas a mirar alrededor.  En este proceso de mirar y hallar, o mirando y buscando, uno quizás re-evaluase su propia posición en el mundo y sea consciente de su estado  de alienación."